# 阿拉爾莫雷拉

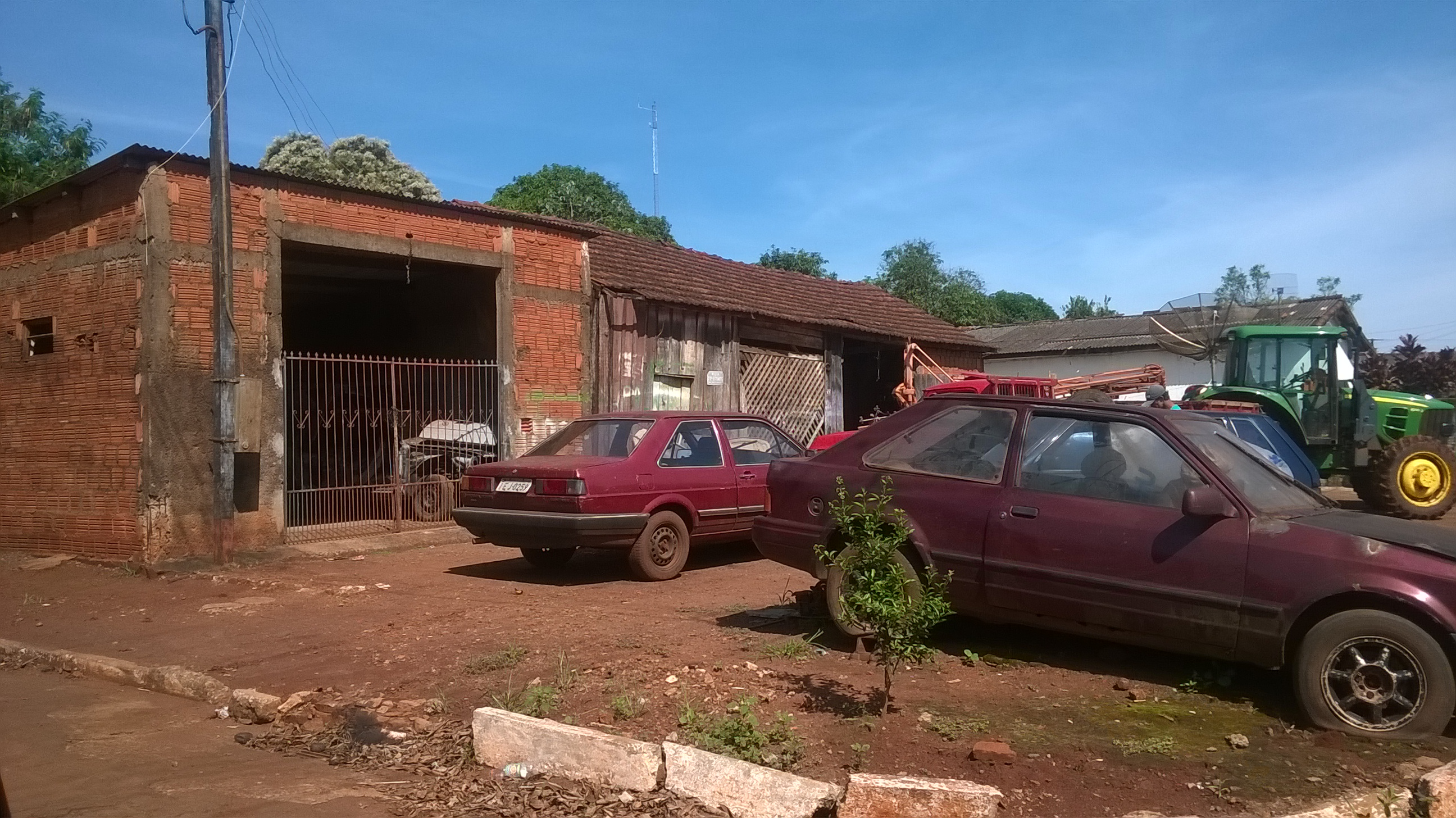
阿拉爾莫雷拉

22°56′02″S 55°38′06″W / 22.93389°S 55.63500°W
阿拉爾莫雷拉（葡萄牙語：Aral Moreira），是巴西的城鎮，位於該國西部，由南馬托格羅索州負責管轄，始建於1976年5月13日，面積1,656平方公里，海拔高度609米，2011年人口10,420，人口密度每平方公里6.29人。